# Shortsville
Shortsville – wieś w Stanach Zjednoczonych, w stanie Nowy Jork, w hrabstwie Ontario.